# Rébellions goloks
Batailles
1929 - Bataille de Xiahe

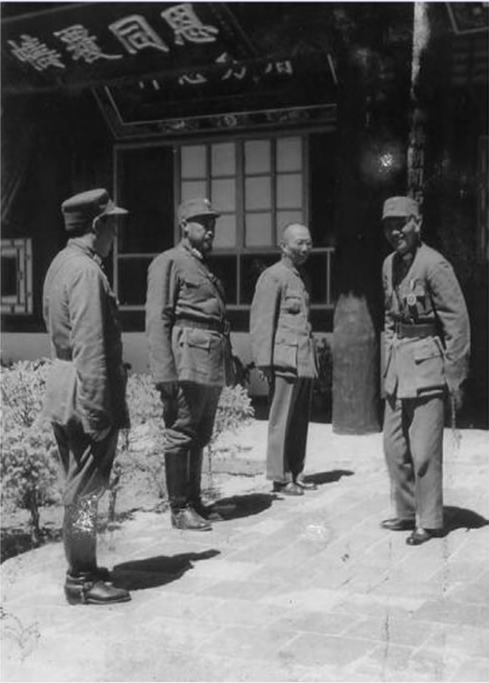
Chiang Kai-shek rencontre la clique des Ma à leur résidence Xining en aoüt 1942

Les rébellions goloks (1917-1949) sont des révoltes qui opposèrent les nomades goloks (également appelés Ngolok) aux généraux hui et seigneurs de la guerre chinois Ma Qi et Ma Bufang. En effet, le haut plateau du Qinghai (ou Amdo pour les Tibétains) était habité par une forte population de nomades tibétains organisés en tribus, jaloux de leur autonomie, qui ont farouchement lutté contre la mainmise de leur région par la clique des Ma, essentiellement issue de la communauté musulmane hui. Les rébellions goloks durèrent de 1917 à 1949 et il fallut une série de campagnes militaires pour les briser.

## Contexte
La province du Qinghai était au début du XXe siècle sous la juridiction de la Chine. Peuplée majoritairement de nomades tibétains, la province était en réalité depuis la déclaration de l'indépendance du Tibet le 14 février 1913, sous le contrôle  de Lhassa. Mais la révolution chinoise de 1911 ouvrit une période d'anarchie en Chine aggravée par la guerre de protection de la nation de 1913. Cela favorisa l'émergence de multiples cliques régionales dirigées par de puissants seigneurs de la guerre. À côté du Qinghai, c'est la Clique des Ma qui prit le pouvoir dans la province du Gansu et du Ningxia. En ce qui concerne le Qinghai proprement dit, la majeure partie de la province était sous l'obédience du Tibet sauf le nord-ouest autour des villes de Xining et Hezhou. Toutefois, la clique des Ma a toujours revendiqué toute la province du Qinghai comme faisant partie intégrante de la Chine et contesta donc les frontières avec le Tibet. 

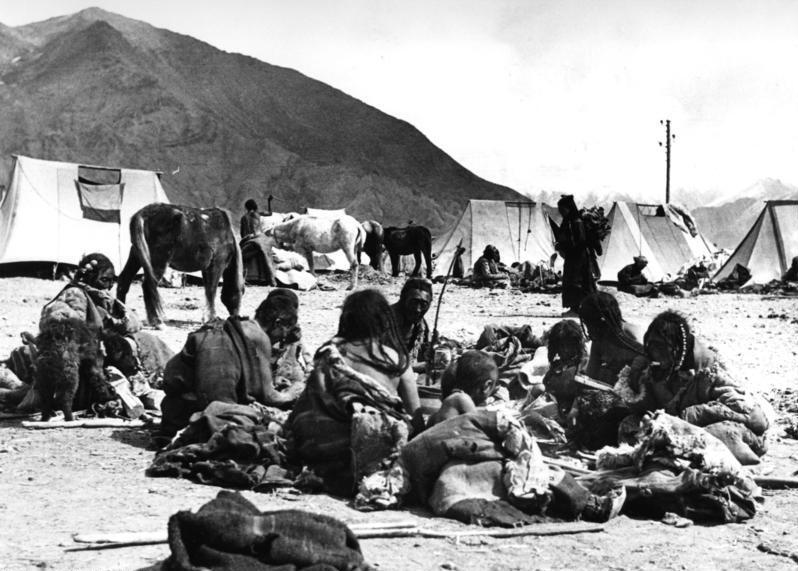
Nomade golok en 1938

Ce n'est que vers 1928 que la clique des Ma commença réellement à étendre son influence sur le reste de la province et à tenter d'imposer le pouvoir chinois en lieu et place de la suzeraineté nominale du 13e Dalaï-Lama. Les frontières du Tibet faisant l'objet de nombreuses contestations et étaient au cœur des Relations internationales du Tibet. Cela, in fine, aboutit à la guerre Tibet-Qinghai de 1932[réf. nécessaire] qui verra la victoire de la clique des Ma et l'acquisition d'une grande partie du Qinghai par celle-ci hormis le Yushu et le Tanggulashan.
Durant cette époque, le peuple golok vivait dans la région de Golog, à proximité de l'Amnye Machen, la montagne sacrée du Tibet. Il avait la réputation de bandits de grands chemins qui les faisait redouter des caravaniers et des voyageurs. Il se souleva lorsque la clique des Ma puis les Chinois bafouèrent soit des sites tibétains sacrés, soit tentèrent de leur imposer leur domination.
La période 1917-1949 fut donc une période de guérilla endémique, marquée par une insécurité importante pour les voyageurs traversant la région. Mais elle eut plusieurs périodes militaires très actives et des batailles assez sanglantes, entrecoupées par des périodes de calme tout relatif.

## Les campagnes deMa Qi(1917-1929)
Le général Ma Qi était un militaire chinois hui de la clique des Ma qui disposait d'une force militaire composée entièrement de Hui chinois musulmans : l'armée du Ningxia. En 1917, il occupa le monastère tibétain de Labrang. C'était un prestigieux monastère très riche qui n'avait jamais été pillé auparavant. Puis, il vainquit les forces tibétaines chargées de libérer ce monastère grâce à ses troupes Hui Avec ce coup d'éclat, il devint célèbre et il offrit aux voyageurs étrangers traversant le Qinghai des gardes pour les protéger des attaques des goloks. Cependant, le monastère Labrang avait d'étroits liens avec les tribus goloks qui, déjà, rejetaient la domination chinoise sur leurs terres.
En 1918, des émeutes ethniques éclatèrent entre les Huis et les Tibétains dans la ville de Xiahe qui jouxtait le monastère de Labrang. Ma Qi se chargea de réprimer la population tibétaine et taxa très lourdement durant huit ans, à des fins de punition, la ville. Cela conduisit à une rébellion générale en 1925 et des milliers de Tibétains chassèrent tous les Huis. Ma Qi ne pouvait tolérer un tel affront à son autorité. Il rassembla alors trois mille soldats et reprit Xiahe et Labrang dans le sang. Il fit mitrailler un grand nombre de moines tibétains qui tentaient de fuir la ville Pourtant la révolte embrasa toute la région golok et Ma Qi dut à plusieurs reprises assiéger Labrang pour la soumettre. Les Tibétains, en effet, s'étaient alliés aux Mongols et résistaient farouchement à la clique des Ma jusqu'en 1927.
En 1929, une nouvelle révolte aboutit à la bataille de Xiahe. La clique des Ma parvint à l'emporter. Puis elle se dirigea vers la ville de Labrang pour briser définitivement le cœur de la révolte. Ainsi, cette année-là, la ville connut le paroxysme de l'horreur. Les troupes de Ma Qi reprirent à nouveau le monastère, pillèrent et ravagèrent complètement la ville de Xiahe et Labrang. La vengeance des huis fut terrible : on écorchait vivant des soldats tibétains, on découpait leur estomac puis on y plaçait des roches brûlantes. Beaucoup de Tibétaines furent réduites en esclavage aux ethnies han et kazakhs, et leur enfant donné à d'autres familles tibétaines.
Pendant ces révoltes, Joseph Rock fut témoin de combats répétés de l'armée de la Clique de Ma contre les Tibétains Golok dans le comté de Xiahe et le monastère de Labrang. L'armée hui de Ma laissa des squelettes tibétains dispersés sur une vaste zone, et le monastère de Labrang était décoré de têtes décapitées tibétaines. Après la bataille de Xiahe près de Labrang en 1929, des têtes décapitées tibétaines étaient utilisées comme ornements par les troupes chinoises hui dans leur camp, 154 au total. Rock décrit les têtes de jeunes filles et d'enfants jalonnant les alentours du campement militaire. Dix à quinze têtes étaient fixées à la selle de chaque cavalier hui ». Les têtes étaient « ficelées sur les murs de la garnison musulmane comme une guirlande de fleurs.

## Les campagnes de Ma Bufang (1930-1949)
Par la suite, Ma Qi rejoignit le Kuomintang après l'Expédition du Nord de 1927-1928. Celle-ci incorpora l'armée des Ma dans l'armée nationale révolutionnaire pour en former une division. Désormais, la clique des Ma était sous l'obédience du Kuomintang de Tchang Kaï-shek. À la mort de Ma Qi, c'est son fils, Ma Bufang, qui dirigea la province, devenant le gouverneur civil et militaire.
Ma Bufang entendait élargir son pouvoir sur l'ensemble du Qinghai et contestait les frontières tibétaines. Déjà, de 1928 à 1932, il avait réussi à dominer presque tout le Qinghai. Soutenu et armé par le Kuomintang,, Ma Bufang organisa sept expéditions pour soumettre par la force les tribus goloks, détruisit de nombreux temples bouddhistes tibétains.
Ma Bufang pratiquait la politique de la division pour mieux régner. Il créait volontairement des conflits tribaux en accordant des pâturages à des tribus tibétaines et mongoles en même temps, ce qui provoquait immanquablement des guerres tribales intestines. Mais il rechercha également à favoriser l'intégration des Tibétains et leur acculturation en fondant le collège Kunlun où il accueillait beaucoup d'étudiants tibétains qui suivaient un mode d'étude paramilitaire.
Mais cette politique de sinisation finit par heurter le gouvernement tibétain. En 1932, le Tibet choisit d'entrer en guerre pour rétablir sa suzeraineté sur le Qinghai et déclencha la guerre Tibet-Qinghai. Mais la clique des Ma lui infligea une défaite sans appel en 1933. La trêve qui s'ensuivit fixa dorénavant la frontière tibétaine le long de la province de Yushu et du Tanggulashan, c'est-à-dire de la partie méridionale du Qinghai. La grande partie de la province était désormais sous la domination de la clique des Ma et de la république de Chine.
Ma Bufang entreprit ensuite une politique de pacification pour apaiser les tensions et permettre à la province de se relever de ces années de guerres. Toutefois, en 1939, les tribus tibétaines du sud du Qinghai se rebellèrent contre la lourdeur des impositions prélevés par la clique des Ma. Ma Bufang se lança alors une campagne d'extermination de 1939 à 1941 pour imposer sa loi. Le Tibet vit affluer un très grand nombre de réfugiés tibétains venant du Qinghai Par exemple, en 1941, Ma Bufang envoya une troupe hui détruire le monastère Sekar Gompa, tuant tous les lamas et trois cents tapas. Une fois le monastère pillé, ils le brûlèrent et vendirent les terres au plus offrant.
En 1942, Tchang Kaï-shek, craignant une invasion tibétaine alors qu'il était aux prises dans la guerre contre les japonais, mit en état d'alerte l'armée de Ma Bufang pour qu'il place son armée afin d'envahir le Tibet. Ma Bufang rassembla donc toutes ses forces sur la frontière tibétaine, et disposa plusieurs milliers de soldats le long de la frontière avec le Tibet. tandis que Tchang Kaï-shek menaça de bombarder par des raids aériens le Tibet. Mais le Tibet continua à rester neutre dans le conflit.

## Répercussions modernes
Au Tibet, la majorité des musulmans font partie de l'ethnie hui. Or, la détestation actuelle entre les Tibétains et les musulmans se base en partie sur ces évènements tragiques. Les révoltes goloks prirent fin en 1949 avec l'avènement de la République populaire chinoise. En effet, les communistes chinois ne pouvaient tolérer de tels conflits ethniques et appelaient au rassemblement autour du nouveau régime. Les seules nouvelles flambées de violences communautaires au Qinghai eurent lieu durant l'intervention chinoise au Tibet en 1951.
Depuis l'ouverture de la Chine par Deng Xiaoping, seules les émeutes de 2008 ont éclaté au Qinghai et au Tibet entre les deux communautés sur la base de rumeurs sur l'adjonction par les restaurateurs huis d'os humains ou d'urine pour leurs clients tibétains. Cela a conduit à des incendies criminels de restaurants musulmans, d'appartements habités par des huis ou de boutiques. Plusieurs familles huis furent blessées ou tuées. Une mosquée fut même brûlée. De même, la principale mosquée de Lhassa a été incendiée par les Tibétains, et les Hui musulmans chinois ont été violemment agressés par des émeutiers tibétains dans ces émeutes de 2008.
La communauté hui ne porte donc pas de signes religieux ostentatoires en souvenir de ces violences tibétaines : les bonnets blancs islamiques traditionnels sont rarement portés en public, les foulards sont remplacés par des filets sur les cheveux des musulmanes. De fait, l'ethnie hui du Qinghai a tendance à s'opposer au séparatisme tibétain et à soutenir la politique répressive et de sinisation du gouvernement chinois. Du côté tibétain, ces derniers évoquent peu cette violence intercommunautaire entre les bouddhistes tibétains et les musulmans. Après les attentats du 11 septembre 2001, les Tibétains sont assez favorable aux guerres menées en Irak et en Afghanistan par les États-Unis. Un boycott anti-musulman fut même organisé contre les entreprises hui de la région.
Ainsi, depuis ces révoltes et les massacres qui y furent perpétrés, un profond ressentiment est toujours présent entre les deux communautés.